# キディ・ガーランド
『キディ・ガーランド』（KIDDY GiRL-AND）は、日本のテレビアニメ。『キディ・グレイド』の続編にあたる。2009年10月から2010年3月まで、独立UHF局などで放送された。ハイビジョン制作。
また、漫画版『キディ・ガーランドぴゅあ』（以降、『ぴゅあ』と表記）が、『月刊コンプエース』2009年5月号から2010年6月号まで連載していた。またテレビアニメ本編をノベライズしつつ別視点も描いた小説版も角川スニーカー文庫より全2巻が発売されている。

## 概要
当初のタイトルは『キディ・グレイド2』。『涼宮ハルヒの憂鬱SOS団ラジオ支部』第35回（2006年9月29日放送）内で、初めて発表された。そのパイロット版DVDが2007年5月25日に角川書店より発売（販売元 - 角川エンタテインメント）された後は続報が途絶えていたが、2009年2月26日に公式サイトや同日発売の『月刊コンプエース』4月号で、正式タイトル『キディ・ガーランド』とそのテレビアニメ放送決定の旨が発表された。
前作『キディ・グレイド』の50年後の世界が舞台となっており、アスクールとク・フィーユの2人の少女を主人公として物語は展開する。序盤では本編やアイキャッチに様々なパロディが散見される（例：『天空の城ラピュタ』のムスカ、『アンパンマン』、担当声優ネタなど）などコメディ色の強い作風であったが、話が進むにしたがって前作同様のシリアス展開へ変化していく。ただし、アイキャッチは全編Dr.モローの描く終始独特のシチュエーションで進むミニコントとなっている（本編のネタバレや混ぜっ返し、ツッコミなど）。なお、登場キャラクターのうちアスクールのみ性格や容姿がパイロット版とは全く異なるお気楽娘となっているが、これは当時の段階で彼女のみ設定が固まっていなかったため。テレビアニメ本編にはパイロット版に登場しなかったキャラクターも多数登場し、物語に奥行きを持たせている。
第2話では本編終了後もエンディングアニメーションの右下に表示されたワイプ画面内でストーリーが進むという、特異な構成が見られた。また、第2話以降の番宣CMには先述のパロディが反映されており、この話で一時的にアスクールとク・フィーユを演じていた男性声優（内海賢二・銀河万丈）が番宣CMでも彼女達を演じながらナレーションを務めている。
第17話ではサフィルとリュビスが電撃による拷問を受けるシーンに、激しい光点滅描写が存在する。KBS京都のみは、「演出上、番組中に一部視覚に影響を及ぼすシーンがありますがご了承下さい」との警告テロップを、該当シーンに先駆けて挿入し視聴者に注意を促していた。

## あらすじ
星暦（スターズ・センチュリー）329年。GOTT（銀河通商関税機構）のESメンバーの活躍によって、純潔の地球人「ノーヴルズ」の銀河脱出計画が暴かれ、彼らの権威は失墜した。この「地球人事件」によって、人類が銀河に進出して以来続いていたノーヴルズによる支配体制は終りを告げた。
しかし星暦0354年、高エネルギーの塊である惑星アズランティアを使って、銀河そのものを破壊しようとする者が現れた。後に「時間凍結事件」として歴史から抹消されたこの事件で多くの仲間が死傷し、伝説のESメンバー、エクレールとリュミエールも星の輝きに消えた。
星暦0379年。GOTTが再編された政府機関・GTO（銀河系貿易監視機関）では、イヴェール局長の下で様々な局員達が働いていた。喫茶室「Touch&Go」のウェイトレスのアスクールとク・フィーユも、その一員である。ESメンバー見習いでもある2人は、騒動を起こしたり巻き込まれたりと紆余曲折しながらも、少しずつ成長していく。
そんな中、ノーヴルズの復権を謳う政治結社「Gソサエティ」が行動を開始し、GTOの記念式典に現れ自作自演によってGTOの信用を貶め業務停止へと追い込む。そのリーダーは、かつてたった一人でGOTTを疲弊させた、時間凍結事件の首謀者ガクトエルだった。

## 用語
前作も併せて参照のこと。脚注に無い英語表記は公式サイトでの表記に基いたもの。

### 組織
GTO
「Galactic Trade Organization（銀河系貿易監視機関）」の略称。前作のGOTTが解散した後、エクリプスによって再編された機関である。ESメンバーを初め、旧GOTT関係者も多数関わっている。
旧GOTT本局ビルと同じく、惑星アイネイアースに存在する本局には中枢機能を受け持つ様々な部署や喫茶室「Touch&Go」が入ったビルの他、広大な裏庭が設けられている。また、本局ビルと空中通路で接続された別棟には、局員用の寝室や数十人サイズの大浴場などを備えた居住区が設けられている。正式に登録できるESメンバーは3組6人と決められている。
第9話で記念式典をGソサエティに襲撃される。以降、治安上の責任などを追及され事実上の業務停止命令処分を受け、ESメンバーさえも自由に活動できなくなった。第18話には解体命令処分を受けたが、Gソサエティの実態が判明した「輝ける新月事件」以降は、政府機関としての機能を取り戻している。
GOTT
「Galactic Organization of Trade and Tariffs（銀河通商関税機構）」の略称。時間凍結事件での疲弊を経て解散した。星暦0379年現在、旧本局ビルは放棄されてエネルギー供給を絶たれたことから老朽化が進み、内外装も荒れ果てているが、解体されてはいない。中には誰も居ないはずだが亡霊騒動が持ち上がっている。
宇宙惑星連合
正式名称は、銀河系惑星連合政府総体。惑星国家統一集合体でありデュカリオンの件を経てノーヴルズの傀儡から解放された一方、依然として既得権益層に残った元ノーヴルズのものが多くおり、GOTTやGTOを疎んじている者も少なくない。連合治安総局や惑星連合立法統合警務局などの端々の組織では一部の私利私欲を肥やす者達による腐敗化が進み、サフィルやリュビス、トーチやシェイドといった離反者がGソサエティへ参加する理由となった。
Gソサエティの決起以降は、彼らに与するノーヴルズが奥深くにまでいたため、Gソサエティによる白昼堂々のGTO本局への襲撃を黙認し、GTOが一般人に攻撃したことを理由として組織を解体、Gソサエティに業務を引き継がせる方向へ動いている。
Gソサエティ（G Society）
GTOの敵対組織。表の顔は政治結社だが、裏の顔はテロリストや能力者を駆使した各種犯罪を行っている。代表者であるガクトエルがノーヴルズの復権を謳っているため、民主化以降没落したノーヴルズや、政府や財界に残る利害が一致する元ノーヴルズによる支援を受けている。人工惑星エルデメテオールに本拠を構え、そこにはGソサエティに保護されているノーヴルズが生活する西ヨーロッパを彷彿とさせる都市が建設され、さながら君主制国家のような体を為している。しかしながら理念や組織自体がガクトエルの個人的な復讐を遂げるための道具に過ぎず、すべてが虚構のものとなっている。構成員は、前作の小説やサウンドレイヤーで登場したヴァージンヴァイラスの残党も合流し、末端は市民やGTO、GOTTが悪行をしたと信じ込まされ、ノーヴルズやヴァージンヴァイラスの悪行はなかったことになっている。
国家承認を惑星連合政府から受け正式な国家として承認され、決起以降はノーヴルズが宇宙惑星連合の奥深くにまで復権したため、GTOに代わって業務を任されるまでに至っている。「輝ける新月事件」後は国家ぐるみの犯罪とされたためGソサエティの市民が罪に問われることとなった。
ノーヴルズ
ナノマシンを持たない純血の地球人のこと。漢字では『血統族』とも書く。ナノマシンの体内注入を嫌い、かつては突然変異や特殊能力を認めない思想を持ち、ナノマシンを注入した庶民をバカにし、自らは誇りを持つ支配階級だったが、星暦0379年現在では、ほぼ全てのノーヴルズがナノマシンを受け入れている。一般階級との融和が進行してはいるものの、デュカリオンの件を棚に上げて復権を狙う一派が少なからず存在していた。
シオン・メイ財団
銀河系の経済界最大手の財閥・産業複合体であり、GTOの25周年記念式典に参加したアーニスが代表を務める。シオン・メイ財団は銀河中にネットワークをもつTV会社を保有している。トップのアーニスがGソサエティに与しており、GTOを貶めGソサエティを称える捏造報道を促しイメージ戦略に一役買っていた。「輝ける新月事件」後、アーニスは処罰され、財団は崩壊した。
R&C民間福祉事業調整局
民間ボランティア団体。ローゼンフェルト財閥とコール財閥が全ての弱者を救う施設として設立した。

### 機械
ジェネテックビースト（Genetech Beast）
獣の姿をした機械生物。星暦0379年現在、テロリストの手に渡ってテロ行為の際に用いられたり、製造元を逃げ出した個体が旧GOTT本局ビルに棲み付いたりするなど、まだ完全解決には至っていない。

### 惑星
アズランティアとグラキエス以外は全てテラフォーミング済みの地球型惑星であり、軌道エレベータとオービタルリング（作中では「軌道リング」と呼称）が存在する。
アイネイアース
前作に引き続き登場。銀河系中央バルジの一角のウェヌス星系に位置する、恒星ラティウムと伴星ラティーヌスを巡る第五惑星である。第一都市はアンキセス。GTO本局は第二都市コルキアに存在する。
アズランティア
前作の外伝『Pr.』に引き続き登場。ボモウナ星系の惑星である。埋蔵されている稀少力量子物質E-IVは、使い方を誤ればテラフォーミングの失敗による大災害だけでなく、銀河系を崩壊させかねないほどの高エネルギーも秘めていたため、ガクトエルに目を付けられて時間凍結事件の引き金となった。
25年前にガクトエルの量子転換攻撃を受けて巨大な銀河爆弾と化しており、時間凍結した以後は電磁波をも跳ね返すために綺麗な鏡のようになり、宇宙の膨張からも切り離されたため、現在ではボモウナ星系から外れて自由行動を行う独立星となっていた。本編終盤にはエルデメテオールによってアイネイアース付近にワープさせられたが、事件解決後はそのまま固定し、恒星ラティウムと伴星ラティーヌスの惑星のようになっている。アズランディアがアイネイアースから新月の晩にも欠けず綺麗に見えることから、本作で描かれたこの事件は「輝ける新月事件」と呼ばれるようになった。
リーリオ
第13話に登場。男子禁制のリゾート惑星で、元はノーヴルズしか入れなかったが、民主化以降は一般庶民も入れるようになった。警備や奉仕は全てコンピュータとその配下のロボット達に一任されていたが、システムの不備から暴走を開始する。ノーヴルズの令嬢達を帰そうとしないため、宇宙惑星連合は誘拐と見なして令嬢達の救出作戦を決行するも、返り討ちに遭う。令嬢に扮した特殊部隊隊員のイリス（声 - 田中涼子）だけは単身コンピュータルームへの潜入に成功したが、令嬢達のデータを手作業で消去してはコンピュータにデータを即復旧されてしまういたちごっこに疲れ果てて倒れていたところを、アスクール達に発見される。
ニエトス
第14話に登場。かつて、アスクールが脱出カプセルに乗って漂着した。軍警察の独裁者のブロンコ（声 - 長嶝高士）に虐げられる一般市民達の用心棒として暮らしていたアスクールは、ここでトゥイードゥルダムの助手として特務に赴いたク・フィーユと出会った。
グラキエス
第16話に登場。一面を雪と氷に覆われており、夜間は特に凍て付く地となる辺境の惑星。シオン・メイ財団の所有下にあり、GTO所管の研究所とそのスタッフのみ存在する。ガクトエルの命により、アスクール達を誘い出すべくGソサエティを見限ってGTOへの亡命を求めると騙ったサフィルが利用した。

### その他の用語
ナノマシン
キディ・ガーランド、キディ・グレイドの世界では人類に必要不可欠な物質。分子機械とも書かれる。治療用や環境適用など用途は幅広い。ナノミストとして霧状に使えば防護シールドともなるが、ナノマシンを暴走させれば身体を壊すことも可能。
環境適用の用途では、各惑星に移り住んだ人類が適応するために、世代を経るごと身体を作り変えようと突然変異を促進するため、身体の構造や容姿が急変することはないが、ローカライズされるようになる。完全に適応してしまうことで地球人のアイデンティティを失ってしまうため、ノーヴルズはナノマシンを受け入れることを嫌っていたが、地球人事件以後は大多数のノーヴルズはナノマシンを受け入れ、もしくは強制的に受け入れさせられた。頑なに拒否した者もおり、薔薇戦争事件へと発展した。一部、Gソサエティに身を寄せることになったものもいる。
ESメンバー
「Encounter of shadow-work member」の略。GTOには、元GOTT所属者が多数関わっている。
Gソサエティでは、ESメンバーに等しい能力者は幹部の地位にあり、「シャドウワーカー（近衛騎士）」と呼称されている。
地球人事件（ちきゅうじんじけん）
本作の50年前である前作『キディ・グレイド』において物語の後半において描写された、ノーヴルズがデュカリオンによって地球ごと外宇宙に移動しようと画策した事件のこと。GOTTのESメンバーにより阻止され、ノーヴルズの権威は失墜、民主化が始まるきっかけとなった。
Gソサエティの市民には、ノーヴルズが人類を見捨ようとした経緯は一切伝わらず、GOTTがデュカリオンを乗っ取り、ノーヴルズの力を失わせるために破壊したと伝えられており、GTOに対する恨みの原因の一つとなっている。
黒い太陽事件（くろいたいようじけん）
アニメではほとんど描かれず、キディ・ガーランドの小説、キディ・グレイドDVD・Blu-ray BOXの特典小説において一部描かれており、本編の背景ともなる局長のエクリプス自ら出動した重大事件。キディ・グレイドの本編でアールヴが太陽方面へ向かう描写があったが、アールヴは太陽をも吸収・同化し核融合反応を暴走させ、地球を攻撃し滅亡寸前に追い込んだ。GOTTはジェネテックフィギュア（分子機械人形）を生体に応用して、アールヴとドヴェルグと同じ特殊能力者、スピリッツとジーン（ジェネヴァ）を生み出し、その二人が身を挺して太陽に突入しアールヴの能力と共鳴・相殺することによって解決した。この成果を元にGEMINI計画が推し進められていく。
薔薇戦争事件（ばらせんそうじけん）
キディ・ガーランドの小説、キディ・グレイドDVD・Blu-ray BOXの特典小説において一部描かれており、本編の背景ともなる局長のエクリプス自ら出動した重大事件。薔薇の家紋を持つ御三家「ローゼンブルム（薔薇華）」、「ローゼンフェルト（薔薇園）」「ローゼンクロイツ（薔薇十字）」のうち、「ローゼンフェルト」財閥（前作も登場し民主化を推進した）と「ローゼンブルム」財閥が、銀河系の民主化を巡って衝突した事件のこと。両家の資産は銀河系経済の3割に匹敵するといわれ、財閥同志の抗争は些細な意見の相違からはじまって激化し、経済的な摩擦から私兵同士の全面戦争に突入する寸前まで至った。「コール」財閥が仲裁に入ったが、ローゼンブルム財閥による一族集団自決が起こり、抗争は終結した。犠牲者は数千人から数万人といわれている。この事件が招いた混乱から、ノーヴルズに対する規制に緩和措置が取られるようになった。
時間凍結事件（じかんとうけつじけん）
星暦0354年に惑星アズランティアで発生した事件。アズランティアを爆発させることで銀河系の崩壊を目論んだ犯人のガクトエルに対し、エクリプスを初めGOTTのESメンバーが総動員される事態となった上、爆発を食い止めるためにエクレールとリュミエールが全能力を開放し、自身達ごとアズランティアとその宙域の時間を凍結させた。しかし、時間は完全に凍結したわけではなく、25年後の星暦0379年でもごく緩やかに流れ続けている。なお、この事件は公式には記録されていない。
イヴェール曰く、エクレール達を救出できるわずかな機会が3年ごとに訪れるとのこと。3年ごとに干渉しようとしていたが、Gソサエティに妨害され、多数の艦船人員が損耗した。そのため、エクリプスは後年に力尽きるまで、自身の能力を酷使することとなった。
ローゼンブルム一族
薔薇の家紋を持つ御三家のひとつ。ノーヴルズの一般階級との融和が進む中で唯一、それを拒み続けた一族。当主の頑なな態度から、アスクールとガクトエル以外は一族で集団自決した。人工惑星エルデメテオールを所有し、一族はそこに居住していた。時間凍結事件前後からはエルデメテオールをガクトエルが使用している。
ローゼンフェルト財閥、コール財閥
前作にも登場した、民主化に賛同する融和派であり、今作のアレクシア・コールはコール家の一員。「輝ける新月事件」解決後、Gソサエティに身を寄せていた市民達の減刑酌量に尽力した。ボランティア団体「R&C民間福祉事業調整局」を設立している。
GEMINI計画
「Gene-tec Echo Materialize Integrated Neo-human Incubation計画」の略称で遺伝子技術共震具象化統合新人材育成計画とも呼ばれ、星暦0354年に提唱された。分子機械人形（ジェネテックドール）の技術を人体細胞に応用し特殊能力者のコピーを生み出す計画。寿命は理論上ほぼ10年とされている。エクレール、リュミエールが凍らせている惑星アズランディアを完全に凍結させるために第4世代までエクリプスの能力クヴァントによってエクレール、リュミエールのコピーが生み出されていたが、第1世代から第3世代まで使命を達せず特務中に命を落としている。なお、第4世代のク・フィーユを生み出したところで、計画の機軸であるエクリプスの寿命が尽きたため計画は途中で凍結している。（ ）内は生没年、その右は生み出された人物名である。
- 第一世代（星暦0355年-0358年） - ユーニア&アニエス
- 第二世代（星暦0360年-0370年） - デュエリー&ディオーニ
- 第三世代（星暦0366年-0379年） - トリクシー&トロワジェイン
- 第四世代（星暦0372年-）- カトル・フィーユ

## 登場人物
前作も併せて参照のこと。脚注に無い英語表記は公式サイトでの表記に基いたもの。

### 主要人物
アスクール（Ascoeur）
声 - 内田彩
主人公の1人で、ク・フィーユのパートナー。名前の由来はハート型の意味で、数年前に脱出カプセルで漂着した惑星ニエトスで付けられた。
見習いのESメンバーで、階級（ランク）はC-。星暦0363年8月10日生まれ。
一年半前、惑星ニエトスにてク・フィーユと共鳴した事でスカウトされ、GTOのESメンバー候補生となりトゥイードゥルディとトゥイードゥルダムを指導教官としていた。見習いの第2段階としてク・フィーユとペアを組んでからは「Touch&Go」のウェイトレスとして働いている。
惑星ニエトスに来る以前の記憶はないが、元気いっぱいかつ気楽な性格。ただ、早とちりな上に極端に物忘れが激しく、他人に迷惑を掛けることも多いため、「Touch&Go」や寮ではミ・ヌゥルーズによく叱られている。極端に落ち込んだりすると逆に的確に作業をする。「はいはーい！」「ぽっきゅ〜ん。」が口癖。好物はカボチャのプリン。
右足太腿には、バラの花を模した痣があり、能力の発動時に光る描写が見られる。
GTO記念式典襲撃事件以降はク・フィーユやディアと共に、准ESメンバーの地位を与えられる。
本名はリーゼロッテ・ローゼンブルムで、ノーヴルズの財閥、ローゼンブルム一族の末裔。ガクトエルは実の兄で、彼の手により全ての記憶を思い出すも、ク・フィーユとの絆が揺らぐ事はなかった。献身的な優しさを内に秘めており、その想いで最終的には敵であったガクトエルの心をも救う。なお、消滅したガクトエルの能力を引き継いでいる。
「輝ける新月事件」後は喫茶室での勤務を続けながら、正式にESメンバーとしての地位を得た。ディアを含めた3人体勢でのチーム編成となっている。
プッシュ・プル（push pull）
瞬間移動の能力を持ち、ニードルガンやビームソードとしても使える「コーム（Comb）」という櫛型のアイテムを愛用する。
パワーズ（Power-S）
第10話からは、トリクシーと同じ空間干渉能力を「最期の共鳴」現象により継承され、「ディストーション・チャクラム」を使用することが可能になった。
ク・フィーユ（Q‐feuille）
声 - 合田彩
主人公の1人で、アスクールのパートナーである黒髪の少女。「カトル・フィーユ（Quatle‐feuille）」が正式名で、ク・フィーユは愛称。
見習いのESメンバーで、階級はC-。星暦0372年9月21日生まれ。
本編の始まる少し前にGTOのESメンバー候補生となりアンオウとエイオウを指導教官として補佐に当たっていたが、惑星ニエトスでの事件でアスクールと出会い共鳴、その後スカウトによりGTOのESメンバー候補生となったアスクールとペアを組んでからは同じくウェイトレスとして働いている。
アスクールとは対照的に落ち着いた性格であるが、萌えアイテムに夢中となるなどの一面も持つ。また、我を忘れるほどお化けの類が苦手。アスクールにからかわれるとムキになり、ツンデレのような言動を取ることもある。アスクールには何かと手を焼かされてはいるものの、信頼し合える良きパートナーでもある。1度見た事や聞いた事は嫌でも頭に入ってくる為アスクールから「記憶力よし子ちゃん」と言われており、その度に辟易している。
GTO記念式典襲撃事件以降はアスクールやディアと共に、准ESメンバーとしての地位を与えられる。
見た目は16歳であるが、ESメンバーとなるべくエクリプスに作られた存在であり、育成カプセルを出てから経過した年数では7歳になる。自身が生まれたことでエクリプスが亡くなったことに負い目があるらしく、自身のことをGTOのデータベースで調べようとし、防諜用プログラムに引っかかり命を失うことになりかけたこともあった。その事件のおかげで、自身の秘密を深く知り、トリクシーとトロワジェインと共にエクリプスを親とした姉妹の絆が生まれた。
Gクラス能力が発現してからは、過去の記憶を喪失するという副作用が生じており、彼女の悩みの種となっていた。第16話ではアスクールとディアを助けるために能力を酷使し気絶後、連行先のエルデメテオールではアスクールの名前以外の記憶を失っていた。やがて、ガクトエルの妹であるという記憶をシェイドの能力で上書きされた結果、アスクールの名前も忘れてシャドウワーカーの一員となってしまう。（そのとき使った武器はチョコボンボンではなく、コインチョコを使っていた。）小説版ではこの時は略称ではなく「カトル」を名乗っている。二人の絆を信じ続けるアスクールとの強い共鳴により、記憶を取り戻す。
最終話では全てが終わった後は喫茶室での勤務を続けながら、正式にESメンバーとしての地位を得た。
パルファン（Perfum）
予知の能力を持ち、破裂させることで爆弾や煙幕など多用途に使用できる「チョコボンボン（ChocoBonBomb）」というチョコレート型のアイテムを愛用する。
パーティクレット（Particle-T）
第10話からは、トロワジェインの時間干渉能力「パーティクレット（Particle-T）」を「最期の共鳴」と言う現象により継承し、使用することが可能になった。ガクトエルに強化されてからはミストを放つことなく機能させられるようになり、対象物の時間を直接止めている。
ディア（Di-air）
声 - 高橋夢波
イヴェールの依頼による子守を経てアスクールとク・フィーユがそのまま預かることとなった、金髪の「ESメンバー見習いの見習い」少女。7歳。言動は舌足らずでそそっかしいが、両親の人物像や所在が不明であるなど、謎が多い。好物はホットミルク。
第10話以降は、アスクールやク・フィーユと共に准ESメンバーとしての地位を与えられた。能力のランクは階級外（アウター）。
その正体は、エクリプスが死の間際に自らの能力を移植した存在である。エクリプスとは別人ではあるものの、かつて彼女が生み出したESメンバー達の持つGクラス能力を使うことができる。エクリプスがディアの夢の中で語りかけているが、起きたときには忘れていた。
最終話では喫茶室での勤務を続けながら、正式にESメンバーとしての地位も得ている。
エイ・キュア（A-quare）
唇にキスした相手の特殊能力を一時的に底上げできる能力。
タマ（T.A.M.A - Trial-type of Assemble-system & Multipurpose Automata）
声 - 若本規夫
旧GOTT本局ビルに出没していた「亡霊」の正体。掌サイズの身体は赤い一対の眼が付いた薄緑の楕円形で、柔らかい。迅速な変形能力（周囲から吸着したナノマシンによって、姿形を自在に変える）と若干の言語能力（簡単な単語の羅列程度）を持っており、旧本局ビルを調査に訪れたGTOの関係者を惑わせたり撃退していたが、アスクールとク・フィーユに敗れて正体が露呈。その後はGTOへ持ち帰られ、ディアにポシェットとして扱われるようになった。なお、能力はその後も健在であり、様々な状況で用いられている。

### GTO / GOTT
イヴェール（Hiver）
声 - 水橋かおり
GTO本局局長の女性。ESメンバーを初め、GTO局員を取り仕切る。能力は任意の場所に空間を越えて移動できるインサイドであり、ランクはSクラス。基本的には優しい性格である。
正体は前作に登場したメルクルディ（ファイルスプリッツ）。時間凍結事件の後に姿と名を変えてイヴェールとなり、エクリプスの最期を看取って彼女の遺志を継ぎ、2代目局長に就いた。
ゾマ（Sommer）
声 - 瀧澤樹
イヴェールの秘書。イヴェールとは、公私共に深い仲でもある。様々なものを収納できるSクラス能力「ブラックボックス」を持っている。
正体は前作に登場したアームブラスト。時間凍結事件の際にエクレールを庇って重傷を負い、救出された後に姿と名を変えてゾマとなった。この負傷が元でアームブラストだった当時の記憶は欠落しており、時間凍結事件以降の25年間の記憶しか持っていない。
エクリプス（Eclipse）
声 - 土井美加
前作に引き続き登場。時間凍結事件の際にはGOTTの面々を率いて奮闘したが、エクレールとリュミエールの尽力で凍結していく惑星アズランティアを、悲痛な面持ちで見つめる結果となった。その後は疲弊状態にあったGOTTをGTOとして再編し、初代局長に就く。
エクレールとリュミエールを助け出すために、GEMINI計画と称して、Gクラスの能力「クヴァント（Quant）」でトリクシーやトロワジェインを含めた3組のESメンバーとク・フィーユを生み出していた。
クヴァントはエクリプス自身の生命を削る上に自身への適用もできないため、ク・フィーユを作った後にはそれまでの能力の酷使による無理も祟って自身の生命維持の限界を迎えており、彼女にパートナーを作ってあげられないことを悔やみながら、病院のベッドでイヴェールに看取られて生涯を閉じた。しかし、最後の力で自身の能力だけはディアへ移植していた。小説版では、ディアの夢の中で彼女に影響を及ぼし続けている。
トゥイードゥルディ（Tweedledee）
声 - 桑谷夏子
前作に引き続き登場。アスクールの先輩で、彼女を指導していたこともある。現在はGTOのESメンバーかつ警備の責任者を担っており、夜中に本局へ無断侵入してきたアスクールとク・フィーユに対し、上層部からの指令を皮肉る形で新型セキュリティシステムの実験台にしていた。電子を操るSクラスの能力「シュトローム」の持ち主であり、弟の能力とも合わせることも可能。また、能力の共鳴によって弟と意思を交換することもできる。
第18話以降は、弟と共にGTO解体の影響で左遷されてしまうが、第22話にて参戦。イヴェールの能力でエルデメテオール艦内へ出現し、サフィル達との交戦の後、自滅の危機にあったエルデメテオールを救うために尽力する。
トゥイードゥルダム（Tweedledum）
声 - 福山潤
前作に引き続き登場。トゥイードゥルディの弟で、彼女と同じくGTOのESメンバーであるが、姉への依存ぶりは相変わらず。能力は磁界を操るSクラスの能力「マグネートフェルト」。
第9話で、Gソサエティの襲撃をトゥイードゥルディと共に迎え撃った際に彼女を庇って瀕死の重傷を負い、戦線離脱を余儀なくされる。その後、第13話の時点で復帰したことが明らかとなった。
アンオウ（吽王）
声 - 石田彰
前作に引き続き登場。
GTOのESメンバー。能力はSクラスの「アメイジング」で、どのような小さい音でも聞き分けることが可能。また、能力の共鳴によってエイオウの能力と組み合わせることもできる。
第9話で、Gソサエティの襲撃をエイオウと共に迎え撃った際に瀕死の重傷を負い、戦線離脱を余儀なくされる。その後、第13話の時点で復帰したことが明らかとなった。第18話以降は、GTO解体の影響でエイオウと共に他組織へ異動させられてしまうが、第22話で参戦。イヴェールの能力でエルデメテオール艦内へ出現し、アスクール達の危機を救う。
エイオウ（阿王）
声 - 稲田徹
GTOのESメンバー。前作に引き続き登場。「アンプリファイア」という千里眼の能力を持っている。ランクはSクラス。沈着冷静な面や甘い物好きは相変わらずだが、肉弾戦を行う場面はほとんど無い。
トリクシー（Trixie）
声 - 松岡由貴
アスクールとク・フィーユの先輩ESメンバーで、階級はGランク。パートナーはトロワジェイン。
陽気な性格であるが、トロワジェインの趣味には若干呆れ気味。
第9話で、Gソサエティの襲撃をトロワジェインと共に迎え撃った際にGクラス能力の尽きた隙を突かれ、ガクトエルに殺害された。
惑星アズランティアからエクレールとリュミエールを救出するための鍵となる存在であり、ク・フィーユと同じくESメンバーとなるべくエクリプスに作られた存在であった。「トリクシー」という名前も、最初の者から数えて3人目に当たることにちなんでいる。第10話での墓碑には、"Our third hope girl Trixie III Eclair"と刻まれていた。
パワーズ（Power-S）
空間干渉能力である。円盤状の重力帯であらゆるものを切断する「ディストーション・チャクラム」という技を使う。
トロワジェイン（Troisienne）
声 - ゆかな
トリクシーのパートナーであり、彼女と同じくアスクールとク・フィーユの先輩ESメンバー。階級はGランク。
アスクールの憧れの存在であるが、ク・フィーユと同じ趣味を持っており、その夢中ぶりは彼女以上。実際には子供である自身を、子供として頑張るさくらちゃんの姿に重ねているため、ク・フィーユが作品を好きになるように誘導し、仲良くなるきっかけを作るために喫茶室にグッズをわざと忘れていった。
第9話で、Gソサエティの襲撃をトリクシーと共に迎え撃った際にGクラス能力の尽きた隙を突かれ、ガクトエルに殺害された。
トリクシーと同じく惑星アズランティアからエクレールとリュミエールを救出するための鍵となる存在であり、「トロワジェイン」という名前も、最初の者から数えて3人目に当たることにちなんでいる。第10話での墓碑には、"Our third shinning girl Troisienne III Lumiere"と刻まれていた。
パーティクレット（Particle-T）
時間干渉能力である。両手から放つミストで包んだ相手の身動きを止める「ペルセウス・イージス」という技を使う
ヴァイオラ（Viola）、シザーリオ（Cesario）、デクステラ（Dextera）、シニストラ（Sinistra）
声 - 徳永愛（ヴァイオラのみ）
前作に引き続き登場。時間凍結事件の際にエルデメテオールへ交渉に赴いて行方不明となっていたが（GTOの観測結果ではワープゲイトが作り出した閉鎖空間に囚われていたと見られるという結果が出ていた）、第24話にてトゥイードゥルディがエルデメテオールのワープゲイトのパスワード解除に成功したことで、時間凍結事件以来ワープゲイトの出口の無い亜空間に捕らわれていたヴァイオラ&シザーリオ、デクステラ&シニストラの乗艦、数艦で構成されるGOTT艦隊は皆一斉に救出され、復活。ヴァイオラは出番が少ないことに愚痴をこぼしながらも、事件解決に協力する。
ミ・ヌゥルーズ（Mi nourose）
声 - 白石稔
「Touch&Go」の室長であり、女子寮の寮長も兼任する。フルネームはミ・ヌゥルーズ・ホワイト・ロック。
筋骨隆々で乙女の心を持ち、オカマであるとWebラジオで白石本人が説明しているが、公式サイトなどでは公表されておらず、DVD4巻のブックレットでも「少なくとも書類上では女性では?」と濁されていた。
その正体は前作の漫画版『リバース』で登場した、筋骨隆々の男性ESメンバー・ダインである。能力はCクラスの自身の身体をアンプ代わりにして発するパワー。エクリプスに請われ、トゥインクル達と共にGOTTやGTOの伏兵として地球人事件や薔薇戦争事件などに参加。トゥインクル・ゼロの寿命が尽きる際に結んだ約束を守ってミ・ヌゥルーズと名乗り、時間凍結事件に参加した。最終話では、女装を解いた本来の姿で駆け付け、アスクール達を救出した。喫茶店業務の責任者だけではなく、新人ESメンバーを育成する教官としての役割を長年負っていたことが、小説版によって明らかになっている。
アリサ（Alisa）
声 - 相沢舞
GTO本局の受付嬢。本名はアレクシア・コールで前作に登場したリキッド・コールの血を引くコール財閥の令嬢である。無類のボーイズラブ好きかつ明け透けな性格をしており、受付カウンター下にもその手の本を平然と持ち込むほど。本人曰く「肩が凝る」ほどの巨乳であり、ミ・ヌゥルーズには「ホルスタイン」とまで称されている。
ベル（Belle）
声 - 堀川千華
GTO本局の受付嬢。本名はベルエール。アリサとペアを組んでいる。アリサに比べると冷静な性格をしており、いわゆるツッコミ役。バストサイズはそこそこあるものの、アリサには遠く及ばないため、水泳や入浴の際には見せびらかす彼女に苛立つこともある。
エクレール（Eclair）、リュミエール（Lumiere）
声 - 永田亮子（エクレール）、平野綾（リュミエール）
前作の主人公かつGOTTのGクラスESメンバー。時間凍結事件の際は、エクレールが空間を操る能力、リュミエールが時間を操る能力を用いて、自身達ごと惑星アズランティアとその宙域の時間を凍結させた。
最終話ではGTOに所属して受付嬢を務めながら、ESメンバーとして活動している。

### Gソサエティ
ガクトエル（Geacht'er）
声 - 日野聡
Gソサエティの総帥で、時間に干渉する特殊能力の持ち主。現在では珍しい純血のノーヴルズ。
口調こそ丁寧で人当たりも良いが、性格は冷徹かつ冷酷。他人を全く信用しておらず、Gソサエティを侮辱した者や邪魔者を殺すことも厭わない。それが自らの支援者の立場であっても容赦せず、エルデメテオールでは自身への疑いから憤怒の声を上げたニーグラムへ能力を使い、他者の面前で殺害してみせた。
首元には、バラの花を模した痣がある。バラを得物に用い、撃たれたことを自覚するより早く相手の急所へ撃ち込むことで、大量出血による失血死をもたらす戦法を得意とする。小説版によると、得物のバラには人体のナノマシンの機能を狂わせ血流を異常に促進させる一種のウィルス（前作に登場したハシッシのようなもの）が仕込まれており、これが大量失血をもたらす原因になっている。
それ以外にも、自身の周囲空間に作用して蜃気楼のように物理的干渉を透過させるかつてのイヴェール局長と同じ能力も持っており、武器攻撃はおろか、能力攻撃すら無力化できる。時間凍結事件の際には一人だけでGOTTを疲弊させた。事件後は3年ごとに訪れるアズランディアの干渉時期に攻撃を仕掛けながら、25年をかけて作り上げたGソサエティを率い、GTOの壊滅と世界の征服を目論む。
第9話では一般大衆を取り込むべく記念式典に超巨大なホログラムで登場し、GOTT（GTO）が自由や平和を奪ったという趣旨の演説を行い、GTOを事実上の業務停止へ追い込んだが、真の狙いはトリクシーとトロワジェインの抹殺であり、戦闘で消耗してGクラス能力を使えなくなった2人を殺害した。
本名はアルフリート・ローゼンブルムで、アスクールの実兄にあたる。その目的は一族を破滅に追い込んだ一般階級を自らの手で滅亡させる事で、妹のリーゼロッテを目の前で失ったと思い込んだ事により全宇宙人類への怨念だけで人生を送ってきた。やがてアスクールがリーゼロッテであることを確信し、その奪還と人類滅亡に執念を燃やす。しかし、自分を決して見捨てようとしなかったアスクール（リーゼロッテ）の献身的な想いに心を開き、最後は彼女を救う為に自ら犠牲となってアズランディアの量子転換反応により分解され消滅した。彼の能力はアスクールとの口づけによって彼女に引き継がれた。その墓はGTO敷地内のESメンバーを弔う墓地の敷地の傍らにひっそりと建てられた。
リトゥーシャ（Letuchaia）
声 - 今野宏美
シャドウワーカーの1人。ノーヴルズの少女。ガクトエルの妹と同じ髪の色を持つことから、「妹姫」に選ばれた。
自尊心が高く選民思想に傾倒している。両親はナノマシンを受け入れなかったため風土病で亡くなり、血縁者は現在はパウークと祖母のみ。リトゥーシャは突然変異により、ナノマシンを必要とせず風土病への抵抗力や特殊能力を手に入れることができたことから、ノーヴルズの希望となっている。その血は病気で苦しむパウークをはじめ血縁者に投与された。風土病に苦しむ祖母を病院に入れてくれたガクトエルには尊敬の想いを寄せている。「○○倍○○」という言葉が口癖。
エルデメテオール艦内での一連の攻防戦の後、エルデメテオールの危機に直面し、涙ながらにアスクールとク・フィーユに祖母を助けてほしいと懇願。その後、危機が回避され祖母と艦内の5万人の民衆が救われた事で戦意を喪失、投降する。テレビのエピローグではGTO施設内の病院に転院させて貰った祖母をパウークと見舞っており、コミック版ではパウークとともにGTOのESメンバー見習として喫茶室に勤めている。
クレイジー・クラッカー（Crazy cracker）
衝撃波を起こすヨーヨーのような能力。
パウーク（Pauki）
声 - 松元惠
シャドウワーカーの1人。リトゥーシャの従兄弟でパートナー。リトゥーシャと同じく、「クレイジー・クラッカー」の使い手。
リトゥーシャほど露にはしないが、自尊心が高く選民思想に傾倒している。昔、風土病で苦しんでいたところ、リトゥーシャの輸血により命を救われたことから、彼女に想いを寄せている。また、輸血の際にリトゥーシャとの共鳴が起き、同じ特殊能力に目覚めた。
リトゥーシャとパウークの2人はパイロット版の段階では敵でも味方でもないライバルとして設定が進められていたという。
サフィル（Saphir）
声 - 水原薫
シャドウワーカーの1人。リュビスと共に半世紀前から暗躍している暗殺のプロ。口調は京言葉。穏やかそうに見えるがガクトエルの部下の中では最も冷酷な性格。失敗した部下や裏切り者を殺すことも躊躇せず、パートナーのリュピスでさえ、ガクトエルに逆らう行動に出た際は、容赦なく殺害しようとした。自室は散らかし放題で汚いが、サフィル本人にとってはその方が使いやすいらしい。
正体は、何者かによって生み出された人工生命体の1人。低温系相転移干渉体（ゆきおんな）とも呼ばれる。かつてはノーヴルズの意を受けた統合警務局の下で要人暗殺に使われていたが、地球人事件後の民主化を境に掌を返した彼らによって能力を封じられ、25年もの間獄中の身となり長い電撃拷問生活に入る。後に死刑が決まり殺されそうになっていたところをガクトエルによって救出され、Gソサエティへ参加した。
ガクトエルには心酔以上の感情を抱いている。終盤のエルデメテオール艦内での攻防戦の折にもガクトエルの思想を支持し続け、最終的に一人だけガクトエルの傍に居続けたが、ク・フィーユに身体の時間停止をかけられ、量子転換反応の起きているアズランティアに飲み込まれた。
フリジディティ（Frigidity）
氷結能力で、自在に氷を精製・射出できる。
リュビス（Rubis）
声 - 斎藤楓子
シャドウワーカーの1人。サフィルのパートナーであり、彼女と共に半世紀前から暗躍している暗殺のプロ。好戦的な性格であるが情の深いとこもある、かなりの大食。獣人化した時の姿からディアからは「ネコさん」と呼ばれている。
正体は、サフィルと同じく何者かによって生み出された人工生命体の1人。半獣人突撃兵（ゾアン・トルーパー）とも称される。民主化された統合警務局の意に沿わなかったため拷問の末死刑となり殺されそうになったところをガクトエルによって救出され、Gソサエティへ参加した。そのため、ノーヴルズのことは嫌っていないが、庶民のことはそれ以上に快く思っていない。しかし、仲間や命に対する思いは大切にしており、ほんの少しの間仲間として過ごしたク・フィーユや幼いディアに手を出す事はなく、サフィルがエルデメテオール5万人の民衆すら犠牲にしようとした時には民衆の命の方を重視した。
エルデメテオール艦内での一連の攻防戦の後、艦内の5万人の民衆が救われた事で、投降する。その後、崩壊するエルデメテオールから救出され、エピローグではGTO施設内の病院で療養する姿が見られる。
ゾアントロープ（Zoanthrope）
半獣人化能力で、変身後は全身がヒョウのようになる。また、両手の爪を自在に伸ばし、刺突攻撃も行える。
トーチ（Torch）
声 - 中井和哉
名前は「篝火（torch）」を意味する。シャドウワーカーの1人。飄々としており、友情に厚い性格。元は「Galactic Criminal Police Organization（銀河刑事警察機構）」の捜査官だったが、私腹を肥やす上官の不正を暴こうとして濡れ衣を着せられたシェイドを追った際に、自らも上官に濡れ衣を着せられて切り捨てられる。その窮地にガクトエルが駆け付け、追手を殲滅してくれたことから、シェイドと共にGソサエティへ参加した。GCPOでのシェイドとの勤務は現在のトーチにとっては良い思い出らしく、自室にはその当時の写真が掲示してある。
サフィルと同じく自室は散らかし放題で汚いが、汚い室内を能力で綺麗なように見せかけている。
エルデメテオールでの最終決戦の折、ガクトエルに叛旗を翻した為、薔薇の洗礼を受けるが、幻影で攻撃は避けており、GTOのESメンバーにより、シェイドとともに救出されている。エピローグではシェイドと共に佇む姿が見られ、事件解決後はシェイドとともにボランティア団体「R&C民間福祉事業調整局」に所属している。
ミラージュ・L（Mirage-L）
光学系幻影能力で、光に干渉して物体を透明化させることができる。
シェイド（Shade）
声 - 飛田展男
名前は「日除け（shade）」を意味する。シャドウワーカーの1人。トーチのパートナー。
冷静かつ無愛想ではあるが、トーチと同じく友情に厚い性格。トーチと同じく元はGCPOの捜査官だったが、私腹を肥やす上官の不正を暴こうとして濡れ衣を着せられる。追手達に追い詰められ、パートナーのトーチを巻き込んでしまうことに絶望していたが、その窮地からガクトエルが救出してくれたために彼を崇めるようになり、トーチと共にGソサエティへ参加した。
ガクトエルが自ら以外誰も信用していないことには胸を痛めているが、彼への忠誠心は大きく、Gソサエティを侮辱した者に対しては怒りを隠さない。
エルデメテオールでの最終決戦の折、ガクトエルに叛旗を翻したトーチをかばいサフィルの氷柱攻撃を受け、量子転換反応の起きているアズランティアに落ちていった。落ちる前には自らの能力でガクトエルの目を潰し、それがアスクールの盾となった。エピローグではトーチと共に佇む姿が見られる。事件解決後はトーチとともにボランティア団体「R&C民間福祉事業調整局」に所属している。
ミラージュ・D（Mirage-D）
精神系幻影能力。相手の精神に干渉して幻覚を見せることができる。また、その能力を応用して対象者の記憶を改竄することもできる。
コア
声 - 小菅真美
リトゥーシャの下で働いているメイド嬢。リトゥーシャの我侭には手を焼かされており、気苦労が絶えない。記憶を失ったク・フィーユが滞在していた時にはその世話もしており、何者かの命により動いている。
エピローグではリトゥーシャ達に付き添い彼女の祖母を介護する場面が見られる。その正体は、Gソサエティに侵入していたコール家の関係者で、事件解決後、トーチとシェイドをコール家とローゼンフェルト財閥が設立した民間ボランティア団体にスカウトした。

### ノーヴルズ
アーニス
声 - 榊原良子
第8話でエルデメテオールでのGソサエティ決起集会へ出席した貴婦人。表の顔は銀河系の財閥シオン・メイ財団のトップであり、経済界の第一人者として第9話ではGTOの記念式典にも出席していた。小説版によると、記念式典の事件においては、シオン・メイ財団が握るマスコミを使ってGTOを貶める世論操作のための捏造報道を行っていた。24話の解決以後、財団が崩壊したとされ、アーニス本人も処罰を受けることとなった。
バジル
声 - 郷里大輔、大友龍三郎（第19話以降）
第8話でエルデメテオールでのGソサエティ決起集会へ出席した、スキンヘッドの男性。表の顔はGTOをつかさどる惑星評議議長であり政界の第一人者である。第9話ではGTOの記念式典にも出席していた。ガクトエル本人を余り信頼してはいなかったようだが、惑星アズランティアの膨大なエネルギーの利権とそれによるノーヴルズの復権のためGソサエティに接近、ESメンバーの無力化とGTOの解体に暗躍することとなる。しかし、Gソサエティの表向きの理念を「戯言」とガクトエルに一蹴されたことで卒倒、事件解決後処罰を受けた。

### その他の登場人物
シュウ
声 - 若本規夫、三浦祥朗（青年期）
第12話に登場。前作のシュバリエ・ドートリッシュが赤子から人生をやり直した存在であり、エクレールを母として育つ。50年後の現在では前作登場時とほぼ同じ初老の容姿となっている。
惑星アズランティアへ向かうエクレールを見送る頃には青年となっており、彼女に再会を約束させるが、それは叶わなかった。現在では老いていく自身を憂いながら、当時と変わらぬエクレールとの再会を夢見て年1回、アズランティアの宙域へ花を手向けに訪れている。
最終話ではエクレールと再会した。

## メカニック
前作も併せて参照のこと。

### 宇宙船
ラファール
トリクシーとトロワジェインの高速巡航艦。ランダムバインダー式ナノミストビームキャノン2門、多弾頭ミサイル、ビームシールド、光学迷彩などの兵装を持つ他、簡単な人語を介しての応答が可能。
第9話でトリクシー達の死亡とほぼ同時に撃墜されて旧GOTT本局ビルへ激突し、大破してしまう。
ミストラル
アスクールとク・フィーユに与えられた高速巡航艦。船体色は青系統。機体の形状や配色こそ異なるが、ラファールを改修した艦体である。唯一異なる兵装としてランダムバインダー式のナノミストビームキャノンが4門に強化されている。
エルデメテオール
巨大な人工惑星、虚空往く大地とも書かれる。Gソサエティの巨大宇宙移動要塞。多数の人間が生活できる自然豊かな居住区の他、巨大なワープゲート4基を有し無数の兵装や艦船を備えた拠点でもある。元はローゼンブルム財閥の持ち物であった。
4基のワープゲートをフルパワーで駆動する事により惑星1つをまるまるワープさせる事が可能。この威力で銀河爆弾と化したアズランティアをアイネイアース付近にワープさせた。

### ガードロボット
トライアンフ
声 - 白石稔
トリクシーとトロワジェインのガードロボット。ビームキャノンや光学迷彩などの兵装を持つ他、簡単な人語を介しての応答が可能。また、飛行形態（ビークルモード）へ変形すると、機体上部に5人までの搭乗が可能となる。
第9話でトリクシー達の死亡とほぼ同時に撃墜され、アスクール達の目の前で機能を停止してしまう。
ティフォン
声 - 白石稔
アスクールとク・フィーユに与えられたガードロボット。業務停止命令処分中のGTOで製造されたため、新造ではなくトライアンフを改修した機体である。機体の形状や配色は異なるが、兵装や応答はトライアンフに準拠。搭載AIもトライアンフのものを引き継いでいるため、同じ口調で応答を行う。口癖は「アカンベー」（アスクールが遊びでトライアンフに学習させたものが継承された）。
ケンタウロスのような四足歩行形態への変形も検討されていたが、本編には登場しなかった。

## スタッフ
- 原作 - gímik[4]
- 企画 - 安田猛、嵐智史、酒匂暢彦、太布尚弘、佐藤道明
- 企画プロデューサー - 伊藤敦
- 監督 - 後藤圭二[4]
- シリーズ構成・脚本 - きむらひでふみ[4]
- メインキャラクターデザイン、総作画監督 - 門之園恵美
- メカニカルデザイン - 海老川兼武（メイン）、川原智弘（サブ）
- アイキャッチ - Dr.モロー
- 美術監督 - 徳田俊之
- 色彩設定 - 鈴木依里
- 撮影監督 - 岩崎敦、並木智
- 編集 - 坪根健太郎
- 音楽 - 上松範康
- 音響監督 - 佐藤順一
- アニメーション制作 - サテライト[4]
- 製作協力 - 角川メディアハウス、角川書店
- 製作 - GTO[4]（角川書店、角川映画、ランティス、クロックワークス、サテライト）

## 主題歌
オープニングテーマ
「Baby universe day」
作詞 - 畑亜貴 / 作曲 - 黒須克彦 / 編曲 - 大久保薫 / 歌 - アスクール（内田彩）&ク・フィーユ（合田彩）
- 固有のオープニング映像は冒頭のGTO本局鳥瞰・作品ロゴおよび末尾のアイネイアースを除き存在せず、既出の本編映像を組み合わせて構成している。序盤では作品の進行に合わせて使用される映像が変化したが、10話（主要登場人物が出揃った時期とほぼ一致）以降は同じ映像が使用された。

エンディングテーマ
「太陽と月」
作詞 - yozuca* / 作曲 - rino / 編曲 - 安瀬聖 / 歌 - アスクール（内田彩）
「月と太陽」
作詞・作曲 - yozuca* / 編曲 - chokix / 歌 - ク・フィーユ（合田彩）
「マジカルさくらちゃん」
作詞 - yozuca* / 作曲 - 俊龍 / 編曲 - 安藤高弘 / 歌 - ク・フィーユ（合田彩）&トロワジェイン（ゆかな）
「夢でもいいさ」
作詞 - yozuca* / 作曲 - 俊龍 / 編曲 - 安藤高弘 / 歌 - タマ（若本規夫）
挿入歌
「カボチャプリンのうた」（第2話）
作詞・作曲 - 白石稔 / アスクール（内田彩）
「うたを歌おう♪」（第4話）
作詞・作曲 - yozuca* / 編曲 - 安瀬聖 / 歌 - アスクール（内田彩）&ク・フィーユ（合田彩）&ディア（高橋夢波）
「Day × Day」（第15話）
作詞・作曲 - yozuca* / 編曲 - 黒須克彦 / 歌 - アスクール（内田彩）&ク・フィーユ（合田彩）
パイロットDVDテーマ曲
「純白サンクチュアリィ」
作詞 - 畑亜貴 / 作曲・編曲 - 菊田大介 / 歌 - 茅原実里

## 各話リスト
| 話数 | サブタイトル         | 絵コンテ   | 演出     | 作画監督                              | エンディングテーマ   | 放送日          |
| ---- | -------------------- | ---------- | -------- | ------------------------------------- | -------------------- | --------------- |
| #1   | ラッキーアイテム     | 後藤圭二   | 後藤圭二 | 谷川亮介                              | 太陽と月             | 2009年 10月15日 |
| #2   | 甘い、罠             | 後藤圭二   | 登坂晋   | 岩崎光洋                              | 月と太陽             | 10月22日        |
| #3   | 最悪の相性?          | 酒井和男   | 酒井和男 | 堀内修                                | マジカルさくらちゃん | 10月29日        |
| #4   | 子守特務             | 二瓶勇一   | 田辺泰裕 | 稲吉朝子                              | 太陽と月             | 11月5日         |
| #5   | GOTTの亡霊           | 細田直人   | 細田直人 | 細田直人                              | 月と太陽             | 11月12日        |
| #6   | 局長室の疑惑         | 三間カケル | 大脊戸聡 | 阿部智之 豆塚隆                       | 夢でもいいさ         | 11月19日        |
| #6   | SAY YOU!             | 三間カケル | 大脊戸聡 | 阿部智之 豆塚隆                       | 夢でもいいさ         | 11月19日        |
| #7   | 憧れの2人            | 二瓶勇一   | 菅原静貴 | 松本健太郎                            | 太陽と月             | 11月26日        |
| #8   | Gソサエティ          | 山本裕介   | 水本葉月 | 岡田万衣子                            | 月と太陽             | 12月3日         |
| #9   | 記念式典             | 後藤圭二   | 菅原静貴 | 杉本功                                | 月と太陽             | 12月10日        |
| #10  | 生きていた、2人      | 及川啓     | 及川啓   | 谷川亮介                              | 太陽と月             | 12月17日        |
| #11  | シャドウワーカー     | 林宏樹     | 林宏樹   | 牧野竜一                              | 月と太陽             | 12月24日        |
| #12  | 時間の凍りついた空間 | 島津裕行   | 祝浩司   | 杉村友和                              | 太陽と月             | 2010年 1月7日   |
| #13  | バカンス2            | 今掛勇     | 間島崇寛 | 小倉典子                              | 太陽と月             | 1月14日         |
| #14  | 出逢いの刻           | 比嘉直     | 比嘉直   | 中山みゆき 片岡英之                   | 月と太陽             | 1月21日         |
| #15  | 悪い夢               | 金﨑貴臣   | 筑紫大介 | 岡田万衣子、渡辺るりこ 小島智加       | 太陽と月             | 1月28日         |
| #16  | 冷たい涙             | 西本由紀夫 | 渡部穏寛 | 織岐一寛、北條直明 安本学             | 月と太陽             | 2月4日          |
| #17  | 知らない名前         | 比嘉直     | 室谷靖   | 谷川亮介 杉村友和                     | 太陽と月             | 2月11日         |
| #18  | シスター・プリンセス | 追崎史敏   | 追崎史敏 | 追崎史敏                              | 月と太陽             | 2月18日         |
| #19  | パートナー           | 島津裕行   | 筑紫大介 | 川元まりこ                            | 太陽と月             | 2月25日         |
| #20  | ほんとうの私         | 西本由紀夫 | 太田知章 | 神本兼利                              | 月と太陽             | 3月4日          |
| #21  | 蘇る記憶             | 佐藤順一   | 室谷靖   | 熊谷勝弘、片岡英之 海堂浩幸、塩川貴史 | 太陽と月             | 3月11日         |
| #22  | 流れ始める時間       | 今掛勇     | 祝浩司   | 織岐一寛、北條直明 杉藤さゆり         | 月と太陽             | 3月18日         |
| #23  | とまらない想い       | 伊藤達文   | 伊藤達文 | 藤本さとる                            | 月と太陽             | 3月25日         |
| #24  | いつまでも一緒!      | 後藤圭二   | 後藤圭二 | 谷川亮介、杉村友和 海堂浩幸、片岡英之 | 太陽と月             | 4月1日          |

## 放送局
| 放送地域   | 放送局                  | 放送期間                       | 放送日時                     | 放送系列       | 備考      |
| ---------- | ----------------------- | ------------------------------ | ---------------------------- | -------------- | --------- |
| 兵庫県     | サンテレビ              | 2009年10月16日 - 2010年4月2日  | 金曜 0:40 - 1:10（木曜深夜） | 独立局         | [ 注 7 ]  |
| 埼玉県     | テレビ埼玉              | 2009年10月16日 - 2010年3月26日 | 金曜 1:00 - 1:30（木曜深夜） | 独立局         |           |
| 東京都     | TOKYO MX                | 2009年10月17日 - 2010年3月27日 | 土曜 2:30 - 3:00（金曜深夜） | 独立局         |           |
| 神奈川県   | テレビ神奈川            | 2009年10月17日 - 2010年3月27日 | 土曜 3:15 - 3:45（金曜深夜） | 独立局         |           |
| 京都府     | KBS京都                 | 2009年10月21日 - 2010年3月31日 | 水曜 1:00 - 1:30（火曜深夜） | 独立局         |           |
| 広島県     | 広島テレビ              | 2009年10月21日 - 2010年3月31日 | 水曜 1:34 - 2:04（火曜深夜） | 日本テレビ系列 |           |
| 千葉県     | チバテレビ              | 2009年10月21日 - 2010年3月31日 | 水曜 2:00 - 2:30（火曜深夜） | 独立局         |           |
| 宮城県     | 仙台放送                | 2009年10月21日 - 2010年3月31日 | 水曜 2:08 - 2:38（火曜深夜） | フジテレビ系列 |           |
| 中京広域圏 | 中京テレビ              | 2009年10月21日 - 2010年4月7日  | 水曜 3:14 - 3:44（火曜深夜） | 日本テレビ系列 | [ 注 8 ]  |
| 日本全域   | アニメNewtypeチャンネル | 2009年10月22日 - 2010年4月1日  | 木曜 22:00 更新              | ネット配信     | [ 注 9 ]  |
| 日本全域   | 角川アニメチャンネル    | 2009年10月22日 - 2010年4月1日  | 木曜 22:00 更新              | ネット配信     | [ 注 10 ] |

## 映像特典
スペシャルアニメ『カボチャプリンを求めて…』
DVD第1巻の特典ディスク収録の映像特典短編アニメ。SDキャラになった2人が、カボチャプリンを求めてただひたすらに走る。

## 関連商品

### キディ・ガーランドぴゅあ
『月刊コンプエース』2009年5月号 - 2010年6月号に連載された。本編の前日談とサイドストーリーを描く。作画は緋賀ゆかりが担当。なお緋賀は企画段階から携わっていたと自身で2巻のあとがきで書いている。第1巻・第2巻共に巻末にアニメの設定資料付きであり、第1巻には監督の後藤、キャラクターデザインの門之園、脚本のきむら、第2巻にはアスクール役の内田、ク・フィーユ役の合田、ディア役の高橋、ミ・ヌゥルーズ役の白石のイラストメッセージが巻末に掲載されている。
前日談部分にはヒロインのアスクールやク・フィーユとその関係者に加え、リトゥーシャやパウークなどがテレビアニメ本編に先駆けて登場している。アニメ本編や小説より軽いノリで話が進行している。
- 第1巻 - カドカワコミックスエース 2009年9月26日初版 ISBN 978-4-04-715298-4
- 第2巻 - カドカワコミックスエース 2010年4月26日初版 ISBN 978-4-04-715425-4

### 小説
角川スニーカー文庫より発売。原作はgimik、著者はシリーズ構成や脚本を担当しているきむら、表紙イラストはメインキャラクターデザインを担当している門之園が務め、本文イラストは著者であるきむらが担当。内容は本編に基づいており、アニメのアスクール視点とは違いク・フィーユやGTOのメンバー視点で描いており、一部の描写はアニメから削っているものの本編で描けなかった前日談、伏線や描写が数多くを盛り込まれている。第1巻は第1話 - 第15話、第2巻は第16話 - 第24話をそれぞれ描いている。
- 第1巻『L3 Legacy Little Lady』 - 2010年3月1日発売 ISBN 978-4-04-428604-0
- 第2巻『M3 My Moveless Memory』 - 2010年5月1日発売 ISBN 978-4-04-428605-7

### CD
発売元はランティス、販売元はバンダイビジュアル。挿入歌（4曲収録）以外はOFFボーカルを除き各枚2曲ずつ収録されている。
- TVアニメ『キディ・ガーランド』OPテーマ『Baby universe day』（歌：アスクール（内田彩）、ク・フィーユ（合田彩）LACM-4656 2009年11月25日発売
- TVアニメ『キディ・ガーランド』エンディングテーマ
  - アスクール ver. 『太陽と月』（歌：アスクール（内田彩）LACM-4672　2009年12月9日発売）
  - ク・フィーユ ver.『月と太陽』（歌：ク・フィーユ（合田彩）LACM-4673　2009年12月9日発売）
- TVアニメ『キディ・ガーランド』挿入歌集 （歌：内田彩、合田彩、高橋夢波、ゆかな、若本規夫、型番LACM-4683 2009年12月23日発売）
- TVアニメ『キディ・ガーランド』キャラクターソング
  - Vol.1 アスクール （歌：アスクール（内田彩）LACM-4677 2010年2月10日発売）
  - Vol.2 ク・フィーユ（歌：ク・フィーユ（合田彩）LACM-4678 2010年2月10日発売）
  - Vol.3 ディア&タマ（歌：ディア（高橋夢波）&タマ（若本規夫）LACM-4691 2010年2月24日発売）
  - Vol.4 アリサ&ベル&ミ・ヌゥルーズ（歌：アリサ（相沢舞）&ベル（堀川千華）&ミ・ヌゥルーズ（白石稔）LACM-4692 2010年2月24日発売）
  - Vol.5 サフィル&リュビス （歌：サフィル（水原薫）&リュビス（斎藤楓子）LACM-4697 2010年4月21日発売）
  - Vol.6 シェイド featuring トーチ（歌：シェイド（飛田展男）&トーチ（中井和哉）LACM-4698 2010年4月21日発売）
  - Vol.7 リトゥーシャ&パウーク（歌：リトゥーシャ（今野宏美）&パウーク（松元恵）LACM-4706 2010年5月26日発売）
  - Vol.8 ゾマ&イヴェール（歌：ゾマ（瀧澤樹）&イヴェール（水橋かおり）LACM-4707 2010年5月26日発売）
  - Vol.9 ガクトエル （歌：ガクトエル（日野聡） 2010年6月23日発売）

### DVD / Blu-ray Disc
DVD版は初回限定版も通常版も2010年2月5日より、毎月第2金曜と最終金曜に発売。全12巻。Blu-ray Disc（BD）版は初回限定版のみ発売で、2010年3月26日より毎月最終金曜日に発売。全8巻。どちらも発売元は角川書店、販売元はムービック。レンタルDVD版は2010年1月より毎月最終金曜にリリース。こちらは発売元は角川書店、販売元はクロックワークス。全12巻。
BD版のみ設定ギャラリーが収録。DVD限定版のみビジュアルサウンドトラック（解説付きのサウンドトラック）、ラジオのミニドラマ（再編集版）、そして『GTO喫茶室出張デリバリー番外編スペシャル』（第1巻 - 第4巻のみ、ラジオキャストとスタッフとのカート対決番組）を収録した特典ディスクが付属する（BD版や通常版には付属しない）。またDVD限定版・通常版のみの共通特典として、本編ディスクの特典映像にオープニングやエンディング、挿入歌などのレコーディング風景も収録されている。
DVD通常版・初回限定版とBD版の共通特典としてブックレットやCM、PV集の他、キャストが各地のアニメイトにおいて2009年11月から2010年1月にかけて行ったイベント『GTO喫茶室出張デリバリー』の様子を収録。また全巻購入特典として、DVD初回限定版には門之園描き下ろしのBOX、BD版には後藤描き下ろしのBOX。
ジャケット画はDVD初回限定版をキャラクターデザインの門之園、BD版を監督の後藤、DVD通常版とレンタル版を『キディ・ガーランドぴゅあ』作画の緋賀がそれぞれ担当する。
DVD版
- 第1巻 - 2010年2月5日発売（第1話、第2話収録）
- 第2巻 - 2010年2月12日発売（第3話、第4話収録）
- 第3巻 - 2010年2月26日発売（第5話、第6話収録）
- 第4巻 - 2010年3月12日発売（第7話、第8話収録）
- 第5巻 - 2010年4月2日発売（第9話、第10話収録）
- 第6巻 - 2010年4月16日発売（第11話、第12話収録）
- 第7巻 - 2010年4月30日発売（第13話、第14話収録）
- 第8巻 - 2010年5月14日発売（第15話、第16話収録）
- 第9巻 - 2010年5月28日発売（第17話、第18話収録）
- 第10巻 - 2010年6月11日発売（第19話、第20話収録）
- 第11巻 - 2010年6月25日発売（第21話、第22話収録）
- 第12巻 - 2010年7月16日発売（第23話、第24話収録）

Blu-ray Disc版
- 第1巻 - 2010年4月16日発売（第1話 - 第3話収録）
- 第2巻 - 2010年4月30日発売（第4話 - 第6話収録）
- 第3巻 - 2010年5月28日発売（第7話 - 第9話収録）
- 第4巻 - 2010年6月25日発売（第10話 - 第12話収録）
- 第5巻 - 2010年7月30日発売（第13話 - 第15話収録）
- 第6巻 - 2010年8月27日発売（第16話 - 第18話収録）
- 第7巻 - 2010年9月24日発売（第19話 - 第21話収録）
- 第8巻 - 2010年10月29日発売（第22話 - 第24話収録）

## Webラジオ
テレビアニメに並行する形で、ランティスウェブラジオにてWebラジオが配信された。全20回。音声のみではなく、収録時のパーソナリティの一部映像も併せて配信されていた。
概要
- ラジオタイトル：『キディ・ガーランド』GTO喫茶室『タッチ&ゴー!』
- 配信期間：2009年11月13日 - 2010年3月26日（全20回）

コーナー
- タイトルコール

喫茶室長のミ・ヌルゥーズ役の白石稔または、喫茶室長代理となったアスクール（内田彩）やク・フィーユ（合田彩）が読む。
- 近況報告
- 企画のコーナー

おたよりを読む。構成作家の伊藤敦に話を振ることがままあり、業界話を行うこともある。ゲストがいる時にはゲストとの対談を行っていた。
- さうんどおんりー

きむらひでふみ書き下ろしの脚本によるラジオドラマを、ラジオブースで演じている。ミスした部分もそのまま配信されている。『キディ・グレイド』のサウンドレイヤーに相当。DVD発売版では、再編集されている。
- ミヌ姐さんの泉

第5回より、ラジオ本編終了後に始まるコーナー。構成作家の伊藤敦が参加している回のみあるコーナーである。リスナーから届いた悩みをミヌ姐さんが答えるというもの。
パーソナリティ
- 白石稔（ミ・ヌルゥーズ役）
- 内田彩（アスクール役）
- 合田彩（ク・フィーユ役）

ゲスト
- 第1回：きむらひでふみ（シリーズ構成・脚本）
- 第2回：金子文雄（アニメーションプロデューサー）
- 第3・4回：佐藤順一（音響監督）

スタッフ
- 構成作家：伊藤敦（プロデューサー）
- ディレクター：斎藤滋
- カメラマン：ザッキー山崎